# Дирхолц
Дирхолц (њем. Dürrholz) општина је у њемачкој савезној држави Рајна-Палатинат. Једно је од 62 општинска средишта округа Нојвид. Према процјени из 2010. у општини је живјело 1.293 становника. Посједује регионалну шифру (AGS) 7138014.

## Географски и демографски подаци
Дирхолц се налази у савезној држави Рајна-Палатинат у округу Нојвид. Општина се налази на надморској висини од 280 метара. Површина општине износи 6,9 km². У самом мјесту је, према процјени из 2010. године, живјело 1.293 становника. Просјечна густина становништва износи 187 становника/km².